# Walther Kausch
Walther Kausch, auch Walter Kausch (* 17. Juli 1867 in Königsberg i. Pr.; † 24. März 1928 in Berlin) war ein deutscher Chirurg. Er begründete die Chirurgie der Bauchspeicheldrüse.

## Leben
Walther Kausch wuchs als zweites von vier Kindern in Königsberg auf. Von 1885 bis 1890 studierte er an der Kaiser-Wilhelms-Universität Straßburg Medizin. Er wurde 1887 Mitglied und später Ehrenmitglied des Corps Palaio-Alsatia. Im  Juli 1890 als Arzt approbiert, habilitierte er sich in Straßburg über den Diabetes mellitus bei Enten und Gänsen.

### Breslau und Berlin

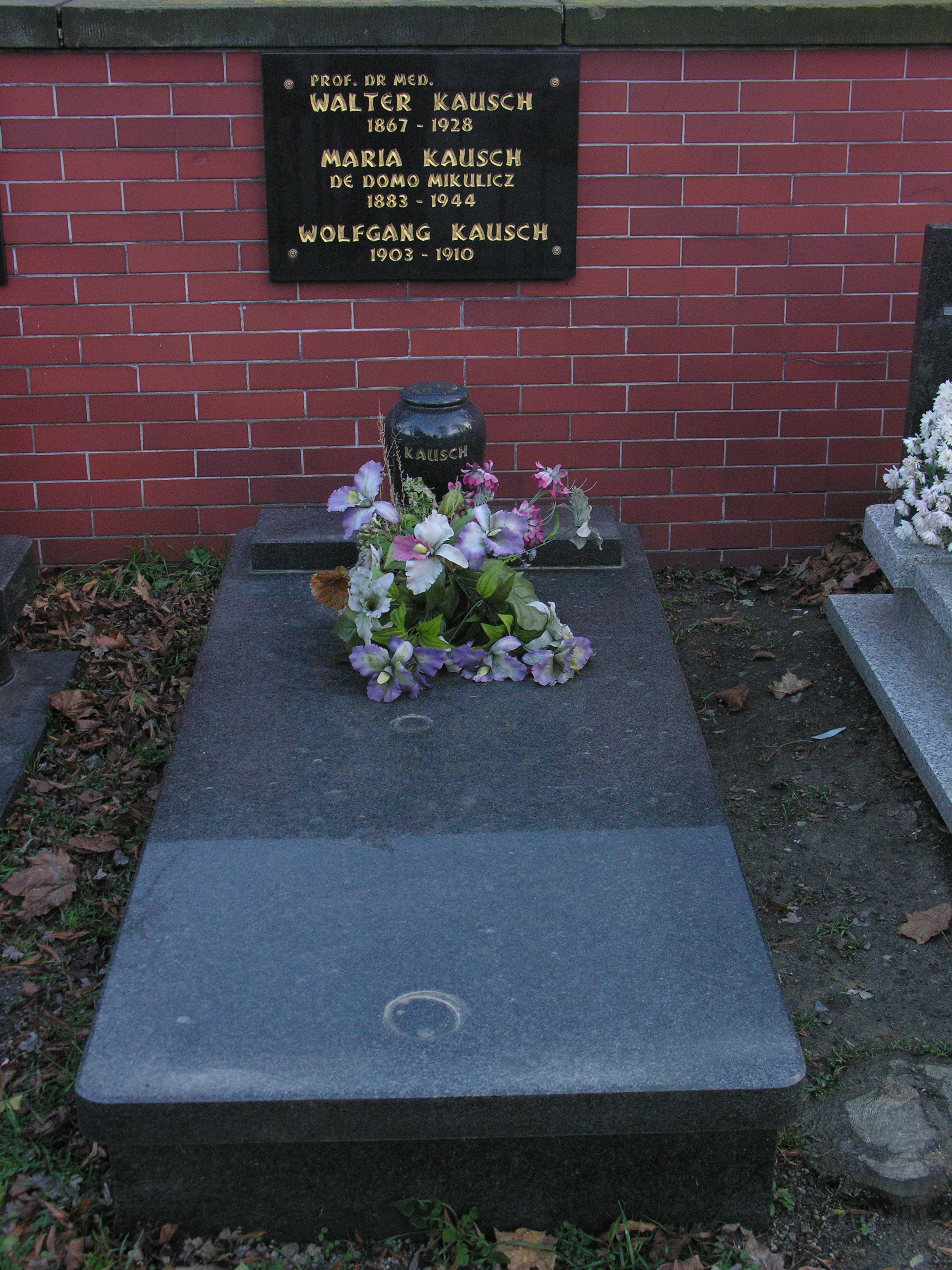
Familiengrab bis 1944 in Freiburg in Schlesien

1887 hatte Kausch in Königsberg den schon berühmten Chirurgen Johann von Mikulicz kennengelernt. Mikulicz, seit 1890 Ordinarius in Breslau, holte Kausch 1896 an die Chirurgische Klinik der Schlesischen Friedrich-Wilhelms-Universität, wo dieser 1902 leitender Oberarzt wurde (als solcher war er Vorgesetzter des damaligen Volontär-Assistenten Ferdinand Sauerbruch). Am 20. Dezember 1902 Professor geworden, heiratete Kausch 1903 Maria von Mikulicz, die zweite Tochter seines Chefs. Nach dessen Tod übernahm er 1905 die kommissarische Leitung der weltbekannten Klinik.
Im selben Jahr wurde er zum  Ärztlichen Direktor des damals noch im Bau befindlichen  Auguste-Viktoria-Krankenhauses in Berlin-Schöneberg gewählt. Im Amt starb er am 24. März 1928 an einer fulminanten Lungenarterienembolie nach einer perforierten Appendizitis – wie sein Schwiegervater an einer Erkrankung des eigenen Fachgebiets. Seine drei Kinder Eva (1906), Dietrich (1911) und Klaus (1918) wurden Ärzte. Im Alter von 83 Jahren beklagte Klaus Kausch die öffentliche Ignoranz gegenüber ostdeutschen Berühmtheiten.

### Pankreaschirurgie
Im August 1909 operierte Kausch im Auguste-Viktoria-Krankenhaus in Berlin die erste partielle Duodenopankreatektomie. Bei diesem noch heute extrem schwierigen Eingriff werden der Pankreaskopf und ein Dünndarmstück entfernt; die exkretorische Funktion des hinteren Organrests bleibt aber durch eine neue Verbindung mit dem Duodenum erhalten. 25 Jahre vor Allen Oldfather Whipple begründete Kausch damit die Pankreaschirurgie. 1912 veröffentlichte er eine ausführliche Operationsbeschreibung und Diskussion.
Lange vergessen, erfuhr Kauschs Leistung in den letzten Jahrzehnten die gebührende Würdigung. Owen H. Wangensteen, der ehemalige chirurgische Ordinarius der University of Minnesota, meinte am 11. September 1979 in San Francisco: „It should be noted that radical pancreatic resection for cancer has returned to the Kausch maneuver. … It is, therefore, improper to speak of today’s radical pancreatoduodenectomy as the Whipple procedure.“ Die Duodenopankreatektomie wird heute als Kausch-Whipple-Operation bezeichnet. Die Charité widmete Kausch im November 2009 ein ganzes Symposion.

## Ehrungen
- Eisernes Kreuz 2. Klasse
- Kriegsverdienstkreuz (Braunschweig)
- Friedrich-August-Kreuz

## Veröffentlichungen (Auswahl)
- Das Karzinom der Papilla duodeni und seine radikale Entfernung. In: Brun’s Beiträge zur klinischen Chirurgie. Band 78, 1912, S. 439 ff.